# Borsite achillea
La  borsite achillea  è una complicanza della tendinite di Achille, durante tale processo la borsa che si trova fra il tendine di Achille e il calcagno, a seconda della parte interessata si differenzia di nome.

## Tipologia
Esistono due tipi di borsite achillea:
- Borsite anteriore del tendine di Achille, detta anche Malattia di Albert
- Borsite posteriore del tendine di Achille

## Sintomatologia
I sintomi e i segni clinici iniziali presentano dolore e arrossamento, in seguito con il passare del tempo compaiono noduli. Spesso si manifesta la deformità di Haglund, più raramente una forma di xantoma.

## Eziologia
La causa è imputabile ad una non corretta calzatura, in quanto è una pressione anormale che porta alla nascita della borsite.

## Terapie
La terapia consiste nell'eliminare la causa scatenante, e nelle situazioni peggiori si procede ad intervento chirurgico, tramite asportazione di parte di osso per ridurre la pressione